# Peneus (mythologie)
Peneus is een riviergod uit de Griekse mythologie, een van de kinderen van Oceanus en Tethys (de Oceaniden). Hij had medelijden met de nimf Daphne, die achterna gezeten werd door de god Apollo, en veranderde haar in de laurierboom. De laurier was vanaf dat moment de aan Apollo gewijde boom. Veel bronnen beweren dat Peneus de vader van Daphne is. Een andere mythe is dat in het Tempedal (Griekenland) door de god Poseidon met zijn drietand de rotsen uit elkaar zijn gewrikt zodat Peneus erdoor naar de zee kon stromen.